# شیلا رینر
شیلا رینر (به انگلیسی: Sheila Raynor) (زاده ۱۵ مارس ۱۹۰۶-درگذشته ۱۷ فوریهٔ ۱۹۹۸) بازیگر انگلیسی بود.

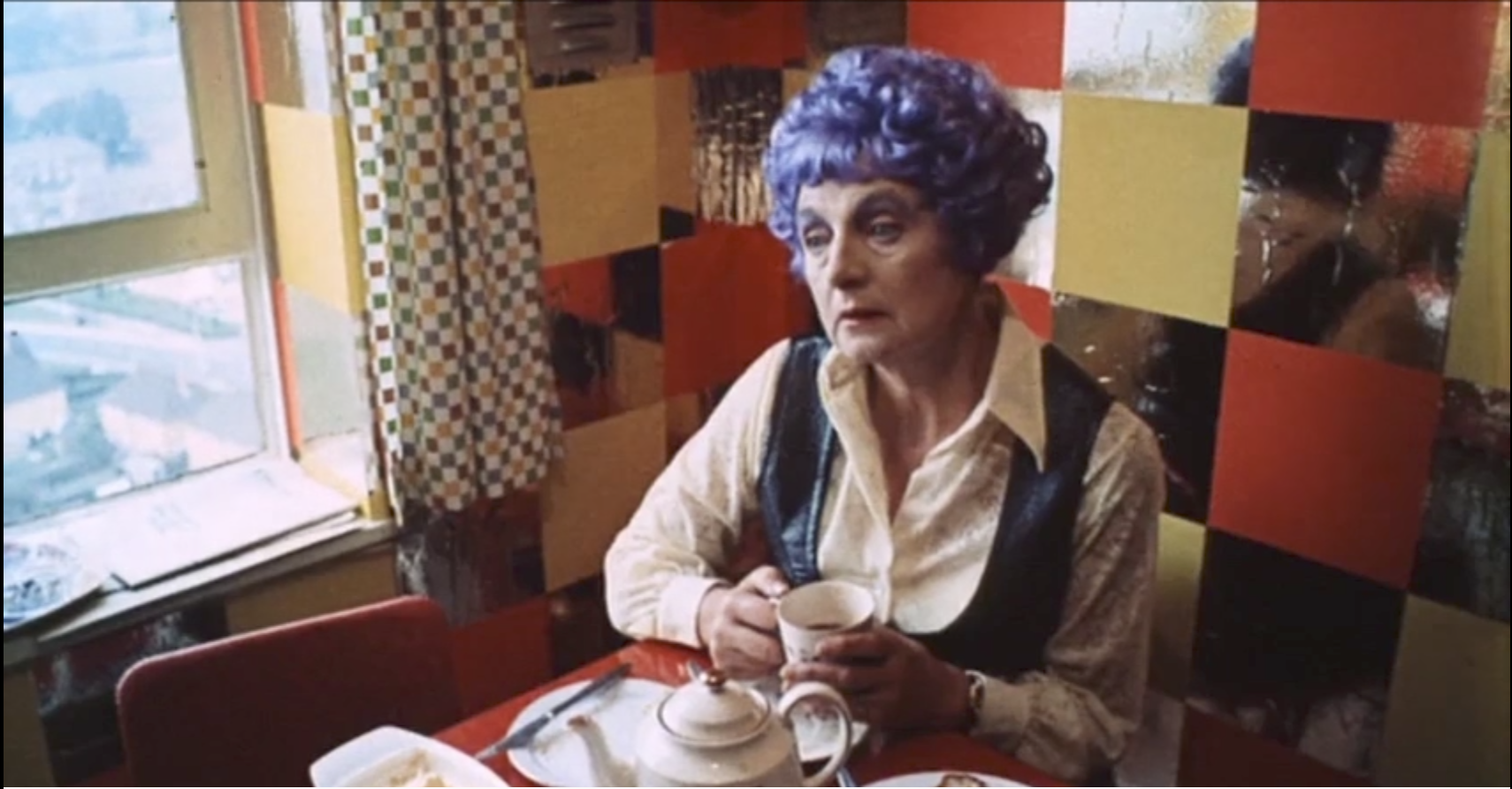
شیلا رینر در تریلر فیلم چرخ های ساعت نارنجی

از فیلم‌های معروف او می‌توان به بازی در طالع نحس و پرتقال کوکی اشاره کرد.